# Municipio de Twin Tree
El municipio de Twin Tree (en inglés: Twin Tree Township) es un municipio ubicado en el condado de Benson en el estado estadounidense de Dakota del Norte. En el año 2010 tenía una población de 143 habitantes y una densidad poblacional de 1,51 personas por km².

## Geografía
El municipio de Twin Tree se encuentra ubicado en las coordenadas 47°53′51″N 98°58′47″O / 47.89750, -98.97972. Según la Oficina del Censo de los Estados Unidos, el municipio tiene una superficie total de 94.67 km², de la cual 94,12 km² corresponden a tierra firme y (0,58 %) 0,55 km² es agua.

## Demografía
Según el censo de 2010, había 143 personas residiendo en el municipio de Twin Tree. La densidad de población era de 1,51 hab./km². De los 143 habitantes, el municipio de Twin Tree estaba compuesto por el 14,69 % blancos, el 83,22 % eran amerindios y el 2,1 % eran de una mezcla de razas. Del total de la población el 0 % eran hispanos o latinos de cualquier raza.